# Новини (Житомирський район)
Нови́ни— село в Україні, у Житомирському районі, Житомирської області. Входить до складу Курненської сільської громади. Населення становить 225 осіб.

## Історія
У 1906 році колонія Курненської волості Новоград-Волинського повіту Волинської губернії. Відстань від повітового міста 34 версти, від волості 3. Дворів 54, мешканців 312.
Село Новини знаходиться неподалік траси Київ—Чоп та залізниці. Радянський період розбудовував село, і Великолугівська сільська рада стала найбагатшою в Житомирській області. Був побудований сільський будинок культури, велика кількість сільськогосподарських будівель та магазинів, постійно діяла бібліотека та лазня, розпочата робота водопостачання та опалення. Але в часи кризи 90-х років господарство розпалось, і все почало пропадати та руйнуватись.
На сьогодні в селі знову запрацювали люди. Спільними зусиллями було створено підприємство з обмеженою відповідальністю.

## Населення

### Мова
Розподіл населення за рідною мовою за даними перепису 2001 року:
| Мова       | Кількість | Відсоток |
| ---------- | --------- | -------- |
| українська | 222       | 98.67%   |
| російська  | 3         | 1.33%    |
| Усього     | 225       | 100%     |